# 氷室長翁
氷室 長翁（ひむろ ながとし、天明4年閏1月23日（1784年3月14日） - 文久3年10月1日（1863年11月11日））は江戸時代後期の尾張国津島牛頭天王社（津島神社）神主、桂園派歌人。名は豊長（とよなが / とよおさ）、通称は兵治、兵庫、伊織、将監。

## 生涯
天明4年（1784年）閏1月23日尾張藩士松井弘喬の次男として生まれ、文化4年（1807年）津島牛頭天王社神主氷室種長の養子となり、文化6年（1809年）神職を継いだ。社殿を銅葺から檜皮葺とし、廻廊を新築、神領に水路を開削し、天王川堤に吉野桜を植樹した。香川景樹に和歌、飛鳥井家に蹴鞠、豊原文秋に笙を学び、文政元年（1818年）景樹を自邸に招いた。
天保12年（1841年）養子泰長に神職を譲り、名古屋南伊勢町及び前津の別荘に隠居して長翁と号し、毎月歌会を催して尾張国一円に桂園派を広めた。
天保14年（1843年）京都で景樹が死去すると、遺児景周を世話し、弘化3年（1846年）春嵐山、1846年弘化4年（1847年）秋須磨・明石へ旅行に連れ、『須磨日記』を書かせた。嘉永元年（1848年）には妻と吉野に旅行して『芳野日記』を著し、嵐山・吉野の桜と高雄の楓を庭に植え、隅に一室を建てて三老居と号した。

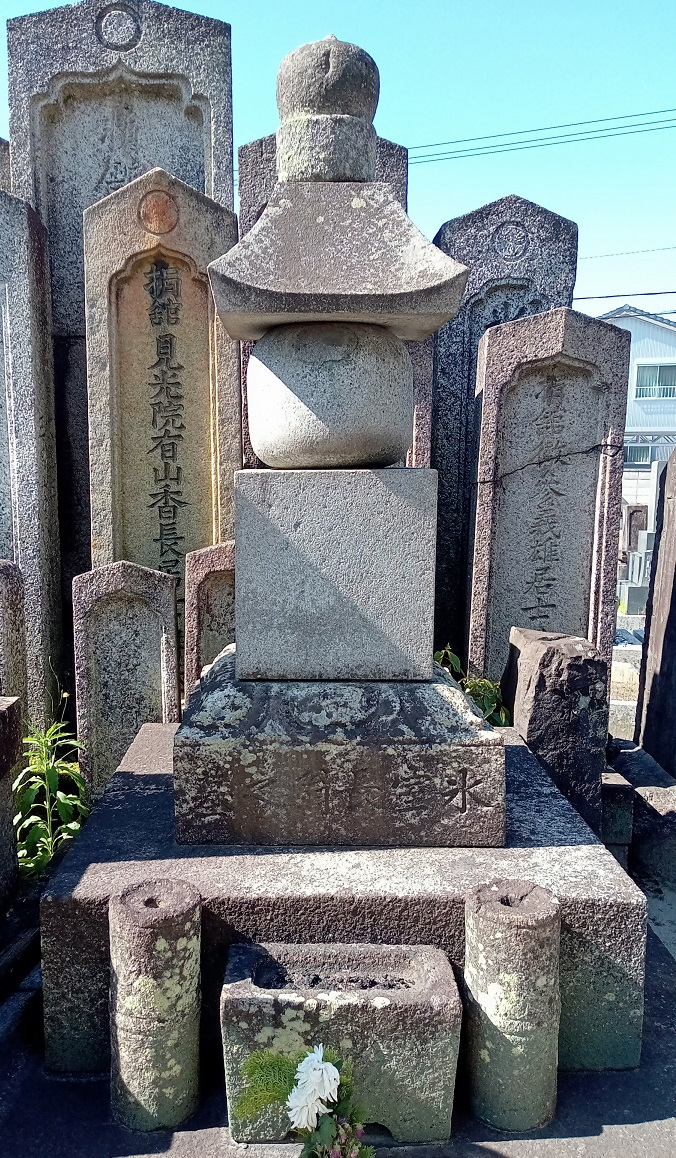
常楽寺の氷室長翁の墓(津島市指定史跡)

文久3年（1863年）10月1日死去し、小沼常楽寺に葬られた。法号は成徳院寿山豊長居士。現在墓は津島市指定史跡。津島邸椿園は舟戸町瑞泉寺に茶席として移築されている。

## 著書
- 『芳野日記』 - 嘉永元年（1848年）春妻と吉野に行った記録[1]。
- 『巨瀬の山ふみ』 - 自撰歌集[1]。
- 『いつかの日記』 - 天保12年（1841年）隠居後伊勢神宮に参詣した記録[2]。
- 『御蔭日記』 - 『江戸後期紀行文学全集』第1巻所収。
- 『神事式』 - 文政13年（1830年）12月書。津島神社神事の記録[2]。
- 『水茎岡考』[2]

俳書『長寿楽』の編者氷室応汀を長翁とする説もある。

## 門人
- 伊部義成 - 尾張藩士。門人、著書多数。文久年間自殺した[1]。
- 高木凝式 - 河村乾堂門下[1]。
- 吉田貞 - 尾張藩士。渡辺清に絵画、菱田文兵衛に鷹狩故実、取田正治に武家故実を学んだ[1]。京都で参与助役を務めた[1]。
- 尾崎吉従 - 尾張藩士。留書を務めた[1]。
- 本多俊民 - 植松茂岳門下[1]。
- 馬場守信 - 尾張藩士。北越戦争で兵糧奉行を務めた[1]。
- 鈴木信定[1]
- 鈴木重瑊 - 竹内享寿門下[1]。
- 繁野有道[1]
- 寺倉古史 - 納屋町の紙商[1]。
- 村瀬澹 - 上有知の人[1]。
- 取田正敏[1]
- 村瀬美香 - 尾張藩士。市江鳳香に陶芸を学び、不二見焼を創始した[1]。
- 三勝宗章 - 植松茂岳門下[1]。
- 元定[1]
- 行教[1]
- 行敬[1]
- 吉沢検校 - 長翁作詞により筝曲『花がたみ』を作曲した[2]。

## 和歌
- 「さくらはな咲てちるまの暫時はうきよ也けりみよしのゝ山」 - 『芳野日記』に初出。大光院

に歌碑が建てられた。

## 親族

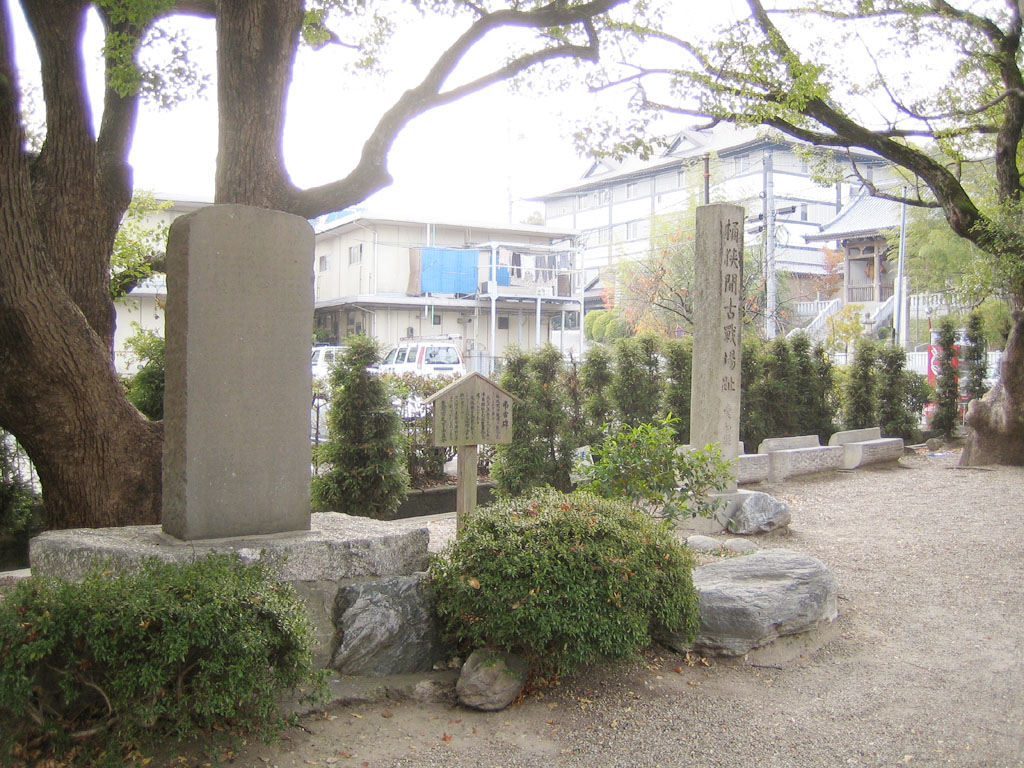
豊明市桶峡弔古碑。文化6年（1809年）桶狭間の戦いで戦死した先祖松井宗信のため秦鼎と建立した。

- 実父：松井小十郎弘喬 - 尾張藩士[1]。
- 養父：氷室勘解由種長 - 津島牛頭天王社神主。文化5年（1808年）3月14日没[1]。
- 妻：陳子 - 種長娘。寛政10年（1798年）2月12日生、慶応3年（1867年）2月12日没。墓所は大光院。辞世は「心なく流るゝ水に行く春をちりて告けたる山吹の花」[1]。
- 長女[1]
- 長男 - 夭折[1]。
- 次男：松井友之助 - 夭折[1]。
- 三男：松井小十郎宝喬[1]

## 子孫
1. 氷室泰長 - 熱田神宮大宮司千秋氏次男。長女婿。通称は将監、号は楽山。安政2年（1855年）10月16日没[1]。
2. 氷室為長 - 通称は式部、兵庫[2]。明治32年（1899年）1月19日没[1]。
3. 氷室銑之助 - 昭和元年（1926年）3月24日没[1]。著書に『津島祭礼由縁書』[7]。
4. 氷室昭長 - 鎌倉八幡宮宮司[1]。子はなかった[2]。